# Nabaedo
Nabaedo är en ö i Sydkorea.   Den ligger i provinsen Södra Jeolla, i den sydvästra delen av landet, 400 km söder om huvudstaden Seoul. Arean är 1,2 kvadratkilometer.
Terrängen på Nabaedo är platt. Öns högsta punkt är 66 meter över havet. Den sträcker sig 1,3 kilometer i nord-sydlig riktning, och 2,1 kilometer i öst-västlig riktning.